# نيكي جان
نيكي جان (بالإنجليزية: Nikki Jean)‏ هي كاتبة غنائية وملحنة ومغنية مؤلفة أمريكية، ولدت في 25 أغسطس 1983 في سانت بول في الولايات المتحدة.

## وصلات خارجية
- نيكي جان على موقع IMDb (الإنجليزية)
- نيكي جان على موقع ميوزك برينز (الإنجليزية)
- نيكي جان على موقع أول ميوزيك (الإنجليزية)
- نيكي جان على موقع ديسكوغز (الإنجليزية)